# Ludwig Boltzmann Institut für Grund- und Menschenrechte
Das Ludwig Boltzmann Institut für Grund- und Menschenrechte (LBI-GMR) ist das größte österreichische Menschenrechtsinstitut. Es ist eine unabhängige, außeruniversitäre Forschungseinrichtung, die 1992 als Institut der Ludwig Boltzmann Gesellschaft (LBG) gegründet wurde. Es sieht sich der Forschung und Lehre auf dem Gebiet der Menschenrechte verpflichtet.

## Geschichte
Das Institut wurde 1992 von Felix Ermacora, Manfred Nowak und Hannes Tretter als „Ludwig Boltzmann Institut für Menschenrechte (BIM)“ gegründet.
Von 2014 bis zu dessen Schließung 2018 bestand eine enge Kooperation mit dem interdisziplinären „Forschungszentrum Menschenrechte“ der Rechtswissenschaftlichen Fakultät der Universität Wien. Dieses wiederum war aus der 2008 eingerichteten und vom BIM koordinierten Forschungsplattform „Human Rights in the European Context“ hervorgegangen.
Wissenschaftlicher Leiter des Instituts ist seit 2019 der Völkerrechtler Michael Lysander Fremuth. Er löste damit Manfred Nowak und Hannes Tretter ab. Administrative Leiterin des Instituts ist, ebenfalls seit 2019, Patricia Mussi-Mailer.
Im Zuge des 2020 zwischen der Universität Wien und der Ludwig Boltzmann Gesellschaft geschlossenen Partnerschaftsvertrags kam es zu einer Anpassung des Institutsnamens auf „Ludwig Boltzmann Institut für Grund- und Menschenrechte“.

## Aufgaben
Das Institut widmet sich den Menschenrechten durch Forschungen auf nationaler, europäischer und internationaler Ebene. Daneben ist Arbeitsschwerpunkt auch die Dokumentation und die Lehre, wobei sich das BIM an der Nahtstelle zwischen Theorie und Praxis der Menschenrechtsarbeit bewegt. Es ist wie das Österreichische Institut für Menschenrechte (ÖIM) in Salzburg und das Europäische Trainings- und Forschungszentrum für Menschenrechte und Demokratie (ETC) in Graz eine der Institutionen in Österreich, die auf dem Gebiet der Menschenrechte wissenschaftlich aktiv sind. Es pflegt eine weite Zusammenarbeit mit internationalen, zwischenstaatlichen und nationalen Einrichtungen und Organisationen.
Mit dem Institut für Staats- und Verwaltungsrecht der Universität Wien besteht ein Kooperationsvertrag. Das Institut beschäftigt ca. 45 Mitarbeiter.

## Auszeichnungen
- 2016: Demokratiepreis der Margaretha Lupac-Stiftung für Parlamentarismus und Demokratie des Österreichischen Parlaments[7]

## Weblink
- Ludwig Boltzmann Institut für Grund- und Menschenrechte